# Síndrome del uno y medio
En medicina, el síndrome del uno y medio es un síndrome neurológico poco frecuente que está provocado por una lesión unilateral en la región dorsal de la protuberancia, en el tronco del encéfalo, que provoca una parálisis parcial de la movilidad ocular. Las causas de la lesión en esta área del cerebro pueden ser diversas, las más frecuentes son accidente cerebrovascular en personas adultas y esclerosis múltiple en jóvenes. Los síntomas son característicos y consisten en una alteración en los movimientos oculares que afectan de forma desigual a ambos ojos. Existe una parálisis completa de la mirada horizontal en el ojo que corresponde al área de la lesión y una parálisis que afecta solo a la aducción en el ojo contrario, el nombre de la afección hace referencia a uno (parálisis completa en los movimientos horizontales de un ojo) y medio (parálisis parcial en los movimientos horizontales del ojo contrario).

## Historia
La primera descripción fue realizada por Miller-Fisher en 1967.

## Etiología
La lesión en la región dorsal de la protuberancia puede afectar a diferentes vías, principalmente la formación reticular paramediana, el fascículo longitudinal medial del lado de la lesión y el núcleo del nervio abducens o VI par craneal. Las causas más frecuentes son accidente cerebrovascular en adultos, y trastornos desmielinizante en jóvenes, por ejemplo esclerosis múltiple. Menos frecuentemente existen tumores que afectan al área de la protuberancia.

## Clínica
Cuando el médico realiza la exploración de la movilidad ocular, el ojo homolateral a la lesión no puede realizar movimientos hacia afuera ni hacia dentro, mientras que el ojo contrario puede realizar
únicamente la abducción con la existencia de nistagmo. Es decir un ojo está paralizado y el otro afectado solamente en la mitad de sus movimientos, de donde proviene el nombre de uno y medio.